# Matt Ryan (hockeista su ghiaccio)
Matthew Ryan (Sharon, 12 novembre 1983) è un ex hockeista su ghiaccio canadese che ha militato come attaccante disputando 12 partite in National Hockey League.

## Carriera
Matt Ryan iniziò la propria carriera giovanile con i Wexford Raiders nella OPJHL, prima di iscriversi nel 2001 alla Niagara University, formazione della CCHA. All'inizio del secondo anno presso l'ateneo statunitense Ryan ricevette l'offerta di giocare in Ontario Hockey League. Al secondo anno con i Guelph Storm, nella stagione 2003-2004, Ryan raggiunse il massimo in carriera di 77 punti realizzati, qualificandosi con gli Storm alla Memorial Cup.
Il 2 agosto 2004 Matt Ryan, sebbene non scelto al Draft NHL, fu ingaggiato dai Los Angeles Kings con un contratto triennale entry level. Nella stagione 2004-2005, la prima da professionista, Ryan totalizzò 24 punti con la squadra affiliata ai Kings in AHL, i Manchester Monarchs. Le prestazioni positive raccolte con i Monarchs lo portarono nella stagione successiva al debutto in NHL con i Kings, il 31 dicembre 2005, contro i Dallas Stars. Concluse la stagione 2005-2006 con 12 partite ed un assist.
Matt ritornò a giocare le due stagioni successive a Manchester, prima di firmare nel novembre 2008 un contratto annuale con la squadra tedesca dell'Augsburger Panther, militante in Deutsche Eishockey Liga. La prima stagione in Europa si chiuse con 18 punti in 25 partite di stagione regolare, sufficienti per ottenere un rinnovo per la stagione successiva il 10 aprile 2009.
Il 15 giugno 2010 Ryan firmò un contratto di un anno con la squadra austriaca del Villacher SV, militante nella seconda divisione nazionale. L'anno successivo andò in Svezia presso l'IK Oskarshamn. Il 16 luglio 2012 fu ingaggiato in Italia dall'Hockey Milano Rossoblu, squadra neopromossa in Serie A. Il 27 gennaio 2013 si trasferì in Norvegia presso gli Stavanger Oilers.
Nell'estate del 2013 si trasferì nella Elite Ice Hockey League inglese con la maglia dei Nottingham Panthers.

## Palmarès

### Club
- EIHL Challenge Cup:

Nottingham: 2013-2014
- GET-ligaen: 1

Stavanger: 2012-2013
- Ontario Hockey League: 1

Guelph: 2003-2004